# Reinhold Mathy
Pour les articles homonymes, voir Mathy.
Reinhold Mathy est un footballeur ouest-allemand puis allemand né le 12 avril 1962 à Memmingen. Il évoluait au poste d'attaquant.

## Biographie
Reinhold Mathy commence sa carrière avec le Bayern Munich en 1980.
Il est sacré Champion d'Allemagne de l'Ouest dès sa première saison en 1981.
Mathy remporte la Coupe d'Allemagne de l'Ouest en 1981-82.
Lors de la campagne de Coupe des clubs champions en 1981-82, il dispute deux matchs dont la finale perdue contre Aston Villa sur le score de 0-1.
Mathy gagne un nouveau titre en reportant la Coupe nationale en 1983-84.
Le Bayern est à nouveau Champion d'Allemagne de l'Ouest en 1984-85 et en 1985-86.
Il inscrit un triplé lors d'un match de premier tour de Coupe des clubs champions en 1985-86 contre l'Austria Vienne.
Après un dernier titre national en 1986-87, il quitte le Bayern pour le Bayer Uerdingen.
Trois saisons plus tard, il rejoint le club suisse du FC Wettingen en 1990.
En 1992, Mathy est transféré au Hanovre 96. Il raccroche les crampons après la saison 1992-1993.
Le bilan de la carrière de Mathy en championnat s'élève à 178 matchs disputés en première division allemande, pour 34 buts marqués, 40 matchs en première division suisse, pour huit buts inscrits. En compétitions européennes, il dispute 6 matchs pour 5 buts inscrits en Coupe des clubs champions, 5 matchs pour aucun but inscrit en Coupe des vainqueurs de coupes et 4 matchs pour un but inscrit en Coupe UEFA.

## Palmarès
Bayern Munich
- Championnat d'Allemagne de l'Ouest (4) :
  - Champion : 1980-81, 1984-85, 1985-86, et 1986-87.

- Coupe d'Allemagne de l'Ouest (3) :
  - Vainqueur : 1981-82, 1983-84 et 1985-86.

- Coupe des clubs champions :
  - Finaliste : 1981-82.